# SULT4A1
SULT4A1 (англ. Sulfotransferase family 4A member 1) – білок, який кодується однойменним геном, розташованим у людей на короткому плечі 22-ї хромосоми. Довжина поліпептидного ланцюга білка становить 284 амінокислот, а молекулярна маса — 33 085.
| 10         |  | 20         |  | 30         |  | 40         |  | 50         |
| ---------- |  | ---------- |  | ---------- |  | ---------- |  | ---------- |
| MAESEAETPS |  | TPGEFESKYF |  | EFHGVRLPPF |  | CRGKMEEIAN |  | FPVRPSDVWI |
| VTYPKSGTSL |  | LQEVVYLVSQ |  | GADPDEIGLM |  | NIDEQLPVLE |  | YPQPGLDIIK |
| ELTSPRLIKS |  | HLPYRFLPSD |  | LHNGDSKVIY |  | MARNPKDLVV |  | SYYQFHRSLR |
| TMSYRGTFQE |  | FCRRFMNDKL |  | GYGSWFEHVQ |  | EFWEHRMDSN |  | VLFLKYEDMH |
| RDLVTMVEQL |  | ARFLGVSCDK |  | AQLEALTEHC |  | HQLVDQCCNA |  | EALPVGRGRV |
| GLWKDIFTVS |  | MNEKFDLVYK |  | QKMGKCDLTF |  | DFYL       |  |            |

A: Аланін

C: Цистеїн

D: Аспарагінова кислота

E: Глутамінова кислота

F: Фенілаланін

G: Гліцин

H: Гістидин

I: Ізолейцин

K: Лізин

L: Лейцин

M: Метіонін

N: Аспарагін

P: Пролін

Q: Глутамін

R: Аргінін

S: Серин

T: Треонін

V: Валін

W: Триптофан

Кодований геном білок за функціями належить до трансфераз, фосфопротеїнів. 
Задіяний у таких біологічних процесах, як метаболізм ліпідів, метаболізм стероїдів, альтернативний сплайсинг. 
Локалізований у цитоплазмі.